# Adelunga Togʻi
Der Adelunga Togʻi (auch Adelunga Toghi) ist ein Berg mit 4301 m Höhe im Talas-Alatau, einer zum Tienschan gehörenden Gebirgskette. Er liegt in Usbekistan an der Nordostgrenze zu Kirgisistan.